# Arbee (California)
Arbee es un área no incorporada ubicada en el condado de Colusa en el estado estadounidense de California.

## Geografía
Arbee se encuentra ubicada en las coordenadas 39°12′40″N 121°59′45″O / 39.21111, -121.99583.